# Nightmare 2 - La rivincita
Nightmare 2 - La rivincita (A Nightmare on Elm Street Part 2: Freddy's Revenge) è un film horror del 1985 diretto da Jack Sholder su sceneggiatura di David Chaskin e con protagonista Freddy Krueger.
La pellicola è il secondo film del franchise di Nightmare ideato da Wes Craven e con Robert Englund.
Il titolo italiano presenta la dicitura "La rivincita" al posto del più corretto "La vendetta" per differenziarlo dal contemporaneo Rambo 2 - La vendetta.

## Trama
1986, Springwood (Ohio). 5 anni dopo il film precedente, Jesse Walsh, uno studente da poco trasferitosi nella casa al n° 1428 di Elm Street (dove viveva Nancy Thompson), ha un incubo in cui l'autista dello scuolabus esce di proposito di strada finendo in un deserto dove, assunte le sembianze di un Freddy Krueger, un uomo con la faccia ustionata e con taglienti artigli in una mano, tenta di uccidere lui e altre due studentesse.
Terrorizzato dagli incubi, ormai diventati ricorrenti, Jesse inizia a essere crederlo pazzo un po' da tutti tranne da Lisa Webber, sua compagna di scuola che ha una cotta per lui. Andata a trovarlo a casa sua, Lisa ritrova e legge assieme a Jesse il diario di Nancy Thompson e, così, scoprono dell'esistenza de "l'uomo dalle unghie d'acciaio" che la tormentava nei suoi sogni. Jesse parla con i genitori dei suoi incubi e del diario ma loro, nonostante siano stati messi a conoscenza dei macabri fatti avvenuti nella casa cinque anni prima, continuano a non ascoltare il figlio reputandolo addirittura pazzo o drogato.
La notte seguente Jesse si trova faccia a faccia con il terrificante assassino che, dopo avergli quasi fatto uccide la sorellina e avergli fatto trovare il suo guanto artigliato nella caldaia della casa dove era stato nascosto da Marge Thompson, gli chiede insistentemente di uccidere per lui.
Una sera, pur non del tutto consapevole di quanto sta facendo perché posseduto dallo spirito maligno, Jesse uccide il prepotente coach Schneider nelle docce della palestra. Compreso che lo spirito è dentro di lui e che, quando si addormenta, assume le sue sembianze, Jesse si confida con Lisa, la quale gli narra della storia di Freddy Krueger, e quando Freddy sta per riprendere il sopravvento su di lui, Jesse scappa a casa dell'amico Ron Grady chiedendogli di essere sorvegliato ma il ragazzo non fa in tempo e così Jesse, trasformatosi in Freddy, lo uccide barbaramente.
Tornato a casa di Lisa, il ragazzo inizia a manifestare un comportamento strano e quando Lisa lo vede trasformarsi nel demoniaco serial killer e uccidere sei degli invitati alla sua festa, capisce che, per fermare il terrore, non deve mostrare paura bensì dimostrare l'amore che prova per Jesse. Seguendolo nella fabbrica dove Freddy è morto, Lisa dimostra l'amore vero al mostro aiutando così Jesse a dominarlo e, spingendolo verso la comprensione di uno dei motivi per il quale ha ragione d'esistere, ad annichilire la presenza di Krueger, le cui spoglie si liquefanno svelando nuovamente il ragazzo.
Il mattino dopo Jesse, Lisa e la sua amica Kerry si dirigono a scuola con lo scuolabus quando, all'improvviso, la mano artigliata di Freddy esce dalla pancia di Kerry squarciandola tra le urla degli altri due, mentre il veicolo, impazzito, esce di strada e si dirige verso il deserto.

## Produzione
Il film è prodotto da Robert Shaye della New Line Cinema.
Inizialmente Shaye offrì a Wes Craven la possibilità di tornare a dirigere il sequel di Nightmare - Dal profondo della notte, ma il regista rifiutò l'offerta perché aveva molti problemi con la sceneggiatura, come il "pappagallo posseduto" che gli sembrava molto ridicolo, e il fatto che Freddy Krueger si fondesse con il protagonista e si manifestasse nella vita reale alla festa in piscina per uccidere decine di adolescenti, molti dei quali più grandi di lui, cosa che Craven pensava avrebbe diminuito il fattore di spavento di Freddy, dato che Robert Englund non è molto alto di statura. Fu così che la direzione fu offerta a Jack Sholder che, in un'intervista del 2020, spiegò che, sebbene non avesse alcun interesse a fare film horror, accettò dopo aver capito che questo film avrebbe potuto farlo conoscere come regista.
Su suggerimento di Craven, lo sceneggiatore David Chaskin decise di spostare improvvisamente l'attenzione da Jesse, mostrato inizialmente come il protagonista assoluto, a Lisa, la sua ragazza.
Una caratteristica aggiuntiva in questo capitolo è la continua presenza di caldo e fuoco, che Freddy sembra in grado di comandare.
Questo è l'unico film della serie che non usa il tema musicale originale di Charles Bernstein o una variazione di esso, mentre nelle parti ricche di suspense, viene sempre inserita la parte iniziale di The Saxophone Song di Kate Bush, il cui poster è appeso sulla porta della camera del protagonista.

## Casting
Per il ruolo di Jessie furono vagliati Brad Pitt, John Stamos e Christian Slater ma, alla fine, fu scelto Mark Patton. All'inizio del film si vede Robert Englund, non truccato da Freddy, mentre guida il bus della scuola.
Il produttore del film Robert Shaye appare nel film nei panni del barista del locale sadomaso.

## Accoglienza

### Incassi
Il film incassò 29 milioni di dollari al botteghino americano.

### Critica
Su Film Critic, il critico Christopher Null diede risalto all'interpretazione di Kim Myers, che appare come un'eroina accattivante, «ma per il resto è poco più che una ripetizione dell'originale, solo con meno originalità».
Secondo Beyond Hollywood il film «evade tutte le regole di Wes Craven, nel tentativo di guidare la mitologia in una direzione completamente nuova» e la scelta di permettere a Krueger un controllo anche nella vita reale distrugge il tema del "resta sveglio o muori" togliendo il "divertimento" dato dal suo predecessore per far posto a un presunto thriller psicologico che cerca di trasformare la realtà in un sogno. Comunque, viene elogiata la recitazione di Mark Patton che «interpreta in maniera convincente lo stato mentale di Jesse, che lentamente va a deteriorarsi», mentre criticata quella della Myers, definendola semplicemente «atroce». In definitiva, oltre ad alcune scene significative come l'apparizione di Freddy durante la festa in piscina, «il film non sembra preoccuparsi di spaventare», e BH lo giudica «la versione PG (cioè "Parental Guide Suggested" ovvero "visibile con la compagnia dei genitori") del "Nightmare" di Craven».
Per MyMovies, il regista Jack Sholder non è riuscito nel compito di portare avanti quanto fatto da Craven, ciò anche a causa della sceneggiatura «senza spunti originali» che «banalizza il personaggio di Freddy Krueger, cominciando il percorso che da personaggio orrorifico a tutto tondo lo tramuterà, film dopo film, in una sorta di macabro pagliaccio dalla battuta facile» di David Chaskin. Motivi, questi, per cui il film risulta «più convenzionale e con una linea narrativa assai semplificata», ma è «comunque diretto con buon piglio e alcune scene sono ben eseguite, come il suggestivo inizio».